# Tadarida
Tadarida là một chi động vật có vú trong họ Dơi thò đuôi, bộ Dơi. Chi này được Rafinesque miêu tả năm 1814. Loài điển hình của chi này là Cephalotes teniotis Rafinesque, 1814.

## Hình ảnh

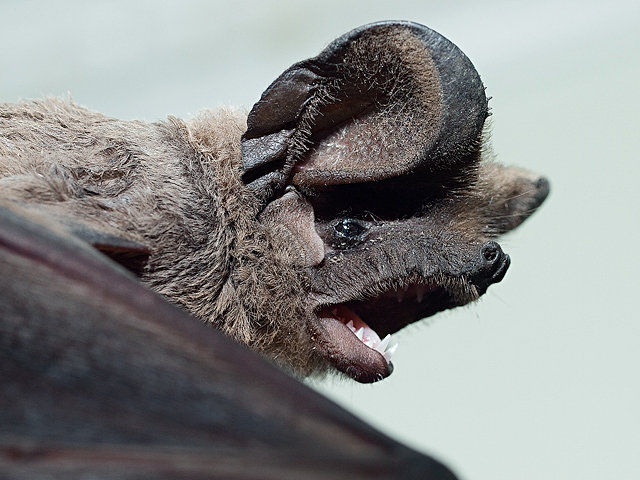

## Các loài
Chi này gồm các loài: